# RS-128
La RS-128 est une route locale du Centre-Est de l'État du Rio Grande do Sul qui relie la municipalité de Bom Retiro do Sul à celle de Colinas, de la RS-129 à la RS-129. Elle dessert les villes de Bom Retiro do Sul, Teutônia et Colinas, et est longue de 38,270 km.